# جو گاوچی
جو گاوچی (انگلیسی: Joe Gauci؛ زادهٔ ۴ ژوئیهٔ ۲۰۰۰) بازیکن فوتبال است.
وی همچنین در تیم‌های ملی فوتبال زیر ۲۳ سال استرالیا و استرالیا بازی کرده‌است.